# Georges Blanc
Pour les articles homonymes, voir Georges Blanc (homonymie) et Blanc (homonymie).
Georges Blanc, né le 2 janvier 1943, à Bourg-en-Bresse dans l'Ain, est un des chefs cuisiniers, restaurateurs et hôteliers français du village de Vonnas en plein cœur de la Bresse. Deux étoiles au Guide Michelin et 4 toques au Gault-Millau. Il est issu d'une dynastie de cuisinières bressanes de renom avec sa grand-mère, Élisa Blanc, surnommée la mère Blanc, et sa mère, Paulette Blanc. Ses fils Frédéric et Alexandre Blanc continuent tous les deux l'aventure culinaire.

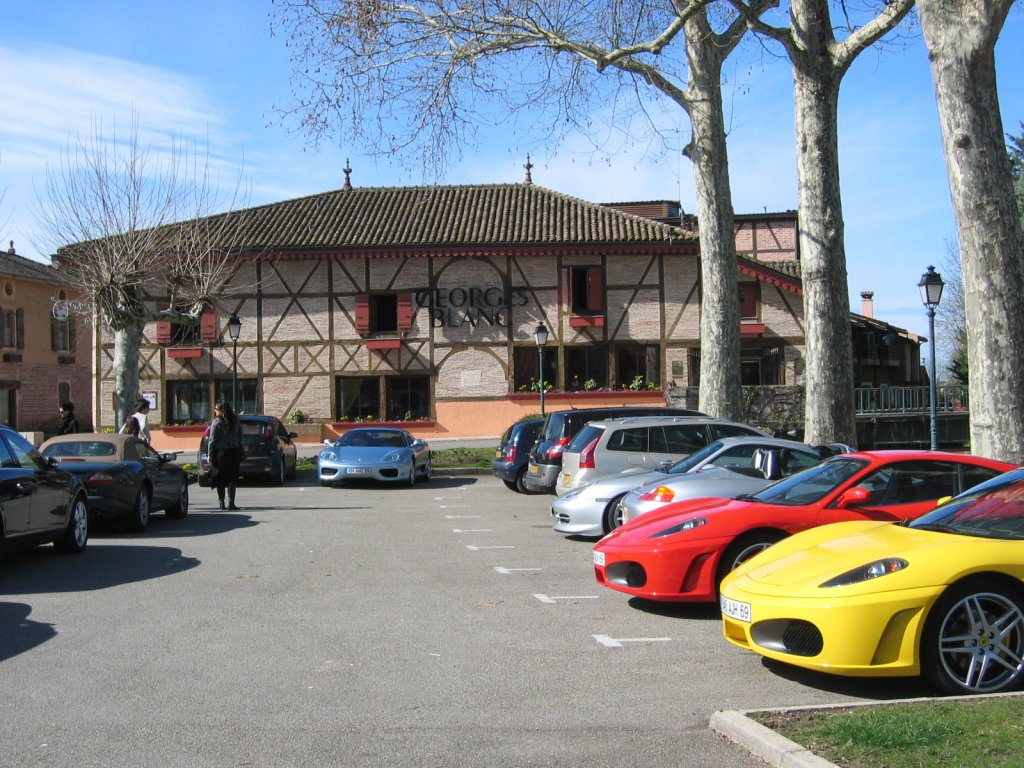
Restaurant Georges Blanc, à Vonnas en Bresse. Trois étoiles au Guide Michelin et 4 toques au Gault-Millau.

## Histoire de la famille Blanc

### La mère Blanc, Élisa Blanc
En 1872, Jean Louis Blanc, l'arrière-grand-père de Georges Blanc, s’installe comme cafetier limonadier et marchand de charbon sur la place du marché du petit village de Vonnas, au cœur de la Bresse, aux portes de la Bourgogne, de la vallée du Rhône et de la Franche-Comté. Les hommes de la famille, Jean Louis, Adolphe, et Jean Blanc sont charbonniers et limonadiers de père en fils jusqu'en 1975.
En 1902, Adolphe, le fils, épouse Élisa Gervais, née en 1883, et succède à ses parents. Élisa s'installe aux fourneaux et apporte la célébrité à l'auberge Blanc par son grand talent de cuisinière sous le nom de la mère Blanc. Elle cuisine exclusivement les produits simples, frais et de grande qualité du terroir bressan, les volailles, poulets de Bresse à la crème, poulardes, coqs, pigeons, canards, escargots, cuisses de grenouilles et écrevisses de la Dombes aux herbes, truffes, morilles et crêpes vonnassiennes, crème et beurre, etc., servis avec honnêteté, générosité, amour et perfection. Des sommités comme le président Édouard Herriot sont des habitués de sa table.
En 1929, le Guide Michelin décerne une étoile à Élisa Blanc. En 1930, le Touring club de France décerne à la mère Blanc le premier prix de son concours culinaire. Trois ans plus tard, en 1933, c'est au tour du prince élu des gastronomes, Curnonsky, de déclarer la mère Blanc « meilleure cuisinière du monde », après l'obtention de sa seconde étoile au Guide Michelin.

### Paulette Blanc
En 1934, Jean Victor Blanc, surnommé Jean (1906-1977), fils aîné de la mère Blanc, épouse Paule Tisserand, surnommée Paulette (née en 1910), la fille du boulanger-pâtissier de la place Ferdinand de Vonnas. Paulette Blanc, aidée par sa belle-mère Élisa, prend la suite et conserve les mêmes spécialités traditionnelles et toute la prestigieuse notoriété de l'auberge Blanc.

### Georges Blanc
Le 2 janvier 1943, naissance de Georges Blanc, fils de Jean et de Paulette, petit-fils d'Adolphe et Élisa et arrière-petit-fils de Jean Louis Blanc, à Bourg-en-Bresse, dans l'Ain. Il a une sœur aînée née en 1933. Sa grand-mère Élisa (la mère Blanc) décède à son domicile, à Vonnas, en 1949 âgée de 66 ans.
George Blanc n'a pas vraiment de motivations spéciales pour le métier de cuisinier. Il rêve d'aviation, de voyages et d'aventure. En 1962, il sort major de promotion de la très réputée École hôtelière de Thonon-les-Bains, en Haute-Savoie, au bord du lac Léman. Il fait son stage d'école hôtelière comme steward chez Air France et voyage aux quatre coins du monde pendant une saison d’été.
En 1965, après avoir fréquenté quelques grandes maisons, et fait son service militaire comme cuisinier de l'amiral Vedel sur les porte-avions Foch et Clemenceau. Il rejoint l'auberge familiale et travaille aux côtés de sa mère, Paulette, à qui il succède en 1968 à l'âge de 25 ans. Il est le premier homme à prendre les commandes des fourneaux dans la famille Blanc. Il hérite d'une auberge « traditionnelle » qu'il fait évoluer avec son génie culinaire, en cuisine d'élite et nouvelle, plus légère avec moins de beurre et de crème, à partir du début des années 1970. Il transforme l'auberge de ses ancêtres en luxueuse hostellerie d'un grand raffinement, avec de multiples équipements de confort, de détente et de loisirs. Il crée minutieusement une des cinq meilleures caves du monde avec 130 000 bouteilles, dans plus de 3 000 appellations différentes, à partir de visites personnelles chez les viticulteurs.
En 1970, il est reçu troisième du concours des meilleurs sommeliers de France et finaliste au concours du meilleur ouvrier de France à Paris en 1976.
En 1981, c'est la consécration : Georges Blanc obtient la prestigieuse troisième étoile du Guide Michelin et le titre de Cuisinier de l'année, par le célèbre guide gastronomique de référence Gault-Millau. En 1985, nouvelle consécration : il obtient la rarissime note de 19,5/20 au Gault-Millau ; elle n'avait encore pas été atteinte.
En 1985, il plante un vignoble de 17 ha, à Azé, dans le Mâconnais, en Bourgogne, où il vinifie lui-même son propre vin et produit 150 000 bouteilles par an, avec quatre vins différents : la fleur d’Azenay (70 % de sa production) en Mâcon villages, le blanc d’Azenay (20 %) en Bourgogne, le brut d’Azenay (10 %) en crémant de Bourgogne, et le blanc de Blanc en pétillant.
En 1990, Georges Blanc achète le café-épicerie-boulangerie de la famille Charvet-Guyennet pour ouvrir L’Ancienne Auberge : la réplique de l'auberge de ses arrière-grands-parents au début du siècle dernier, où il affiche une carte de gastronomie traditionnelle bressane. Il achète également dix-sept maisons autour de son restaurant au centre de Vonnas et crée son « village gourmand » qu'il restaure en architecture à colombage bressane avec hôtels, restaurant, auberge, boutiques, spa, héliport, parcs, etc., à son nom et au nom de « L’Art du bien vivre ». Tout le centre du village lui appartient. Depuis le début des années 1990, il est président du Comité interprofessionnel de la volaille de Bresse.
Au moment de la construction de l’autoroute A40 Mâcon–Genève–Chamonix, il demande une sortie directe pour desservir le petit village de Vonnas et son complexe hôtelier entre Mâcon et Bourg-en-Bresse. Il obtient cette faveur spéciale d'un montant de 2,3 millions d'euros.
En 1996, il fait partie des cuisiniers du G7 à Lyon pour qui il cuisine le « poulet sauce foie gras avec ail confit », devenu depuis une des recettes phares de la carte de son restaurant.
Il fait partie, avec Cyril Lignac, des jurés de l'émission spéciale Un dîner vraiment parfait, sur M6, dérivée de l'émission quotidienne Un dîner presque parfait. En 2009, Grégory Cuilleron, coaché par Georges Blanc, remporte la grande finale nationale en direct,.
En 2019, il entre dans l'académie des « Toques d'or » du Gault & Millau.
Fin septembre 2020, Georges Blanc annonce la cession de deux brasseries lyonnaises afin de "se recentrer dans le domaine de la gastronomie étoilée". Selon lui, la crise sanitaire et économique n'a pas fait pencher la balance pour prendre sa décision de se séparer du "Splendid" et du "Centre", qui emploient respectivement vingt et quinze salariés. "J'ai décidé de sortir du milieu urbain lyonnais. Ma vocation n'est pas de multiplier les brasseries où il est difficile d'exprimer une sensibilité émotionnelle."

En 2025, à la surprise générale, le Guide Michelin lui retire une étoile. Georges Blanc accueille la nouvelle avec philosophie et déclare à l'Agence France Presse (AFP): 

« On ne s’y attendait pas. Il va manquer une étoile qui s’efface, donc on va faire avec les deux étoiles. Il n’y a pas de problème,,,. »

Georges Blanc est à la tête d'une entreprise de plus 200 employés avec un chiffre d'affaires d'environ 22 millions d'euros et une masse salariale de près de 8 millions d'euros[Quand ?]. Son fils Frédéric est en cuisine avec lui et assure la pérennité familiale de ce complexe de restaurants.
La maison Georges Blanc est l'établissement le plus anciennement étoilé au monde sans discontinuité. Sa première étoile lui fut attribuée en 1929, la deuxième en 1931 et la troisième de 1981 à 2025, ce qui représente à cette date, quatre-vingt seize ans (si l'on excepte la période de la Seconde Guerre mondiale) dans le fameux Guide rouge.

### Récompenses et distinctions
- Commandeur de la Légion d'honneur (11 juillet 2008), officier en 1999[13], chevalier en 1988[14].
- Grand officier de l'ordre national du Mérite (2023)[15] ; officier le 2 août 1993.
- Commandeur de l'ordre du Mérite agricole (1993).
- Chevalier de l'ordre des Palmes académiques (2002).
- Commandeur de l'ordre des Arts et des Lettres (2004).
- Meilleur ouvrier de France 2019 - catégorie  « Honoris Causa »

## Galerie photo

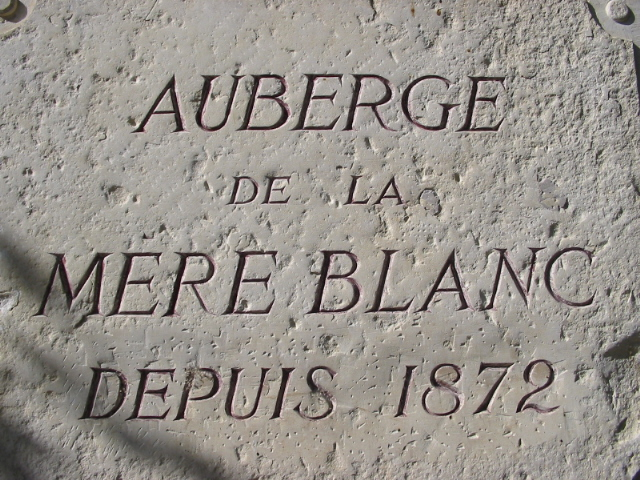
Auberge de la mère Blanc.
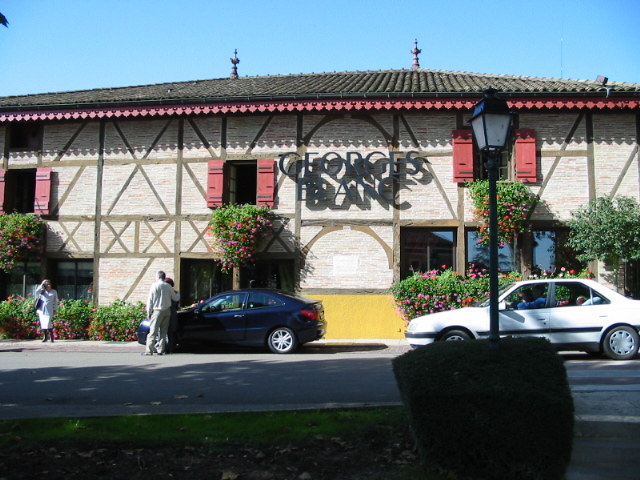
Auberge de la mère Blanc.
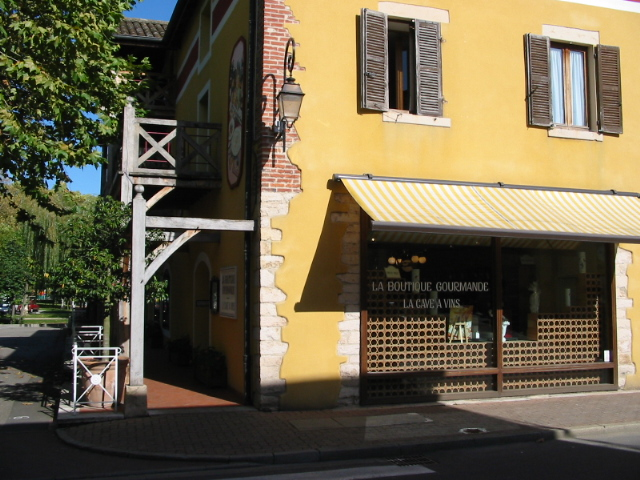
Boutique Georges Blanc.
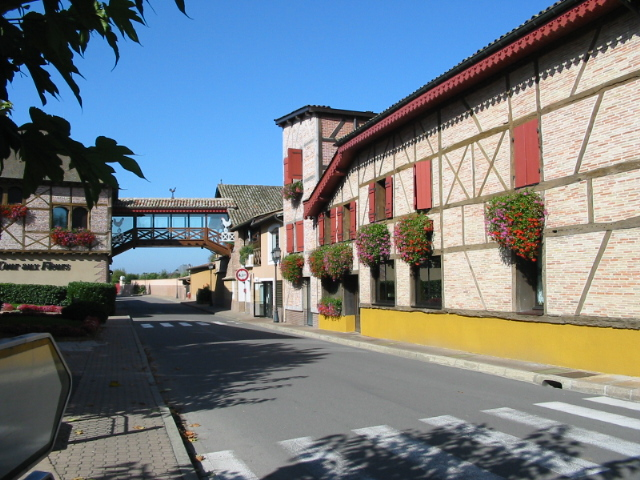
Hôtel Georges Blanc.
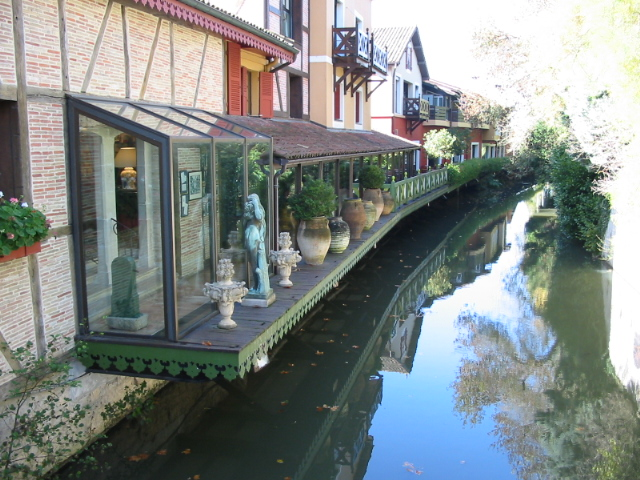
Restaurant Georges Blanc.
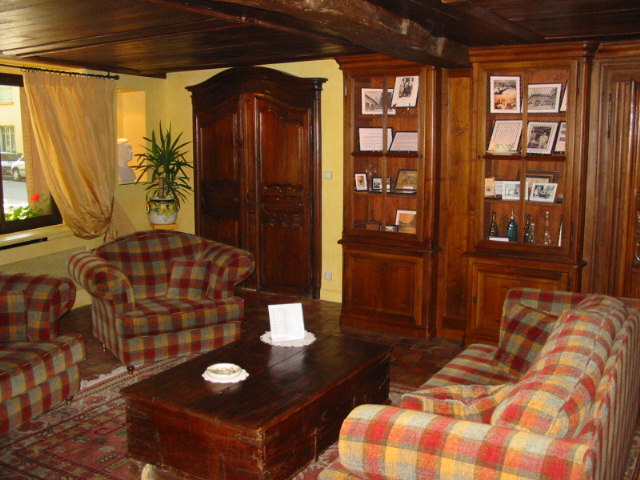
Salon d'accueil de l'hôtel Georges Blanc.

## Œuvres
- Georges Blanc, Mes recettes, t. 1, Vonnas, autoédition, 1981
- (fr + en) Georges Blanc, Mes recettes, t. 2, Vonnas, autoédition, 1982
- Georges Blanc, avec cinq autres grands chefs de Bourgogne, La Cuisine de Bourgogne, Paris, Jean-Claude Lattès, 1982
- Georges Blanc, Ma cuisine des saisons, Paris, Robert Laffont, coll. « Les recettes originales de… », 1984 (réimpr. 1994 et 1999), 340 p. (ISBN 2-221-07880-2 et 978-2221078808)
- Georges Blanc et Claude Lebey (photogr. Christopher Baker), La Nature dans l’assiette, Paris, Robert Laffont, coll. « Albums », 1987, 319 p. (ISBN 2221054075 et 978-2221054079)1er grand prix de la gastronomie édité en cinq langues.
- Georges Blanc, Le Livre blanc des quatre saisons, Paris, Robert Laffont, 1988, 200 p. (ISBN 2-221-05904-2 et 978-2221059043)
- Georges Blanc et Alexandre Blanc, Les Blanc, Genève, Télédition, 1989
- Georges Blanc et Céline Vence, Le Grand Livre de la volaille : 235 recettes gourmandes, Paris, Robert Laffont, 1991 (réimpr. 2006) (ISBN 2-221-05939-5 et 978-2221059395)
- Michel Tricot et Georges Blanc, Au hasard de la fourchette, Sang de la Terre, 1993 (réimpr. 1996), 172 p. (ISBN 2-86985-066-2 et 978-2869850668)
- Georges Blanc et Philippe Lamboley (photogr. Christopher Baker), De la vigne à l'assiette, Paris, Hachette, coll. « Pratique », 1995, 255 p. (ISBN 2012360521 et 978-2012360525)
- Georges Blanc, Georges Blanc cuisine en famille : Recettes, secrets et conseils d'un grand chef, Paris, Albin Michel, coll. « Pratique », 1999, 236 p. (ISBN 2226109943 et 978-2226109941)
- Georges Blanc, Coco Jobard et Marie-France Michalon (photogr. Jean-François Rivière), La Cuisine de nos mères, Paris, Hachette, coll. « Pratique », 2000 (réimpr. 2005), 189 p. (ISBN 2012358322 et 978-2012358324)
- Georges Blanc, Plat du jour, Solar, 2003, 176 p. (ISBN 2263034269 et 978-2263034268)
- Georges Blanc et Jean-François Rivière, Fête des saveurs : Le meilleur de Georges Blanc, Paris, Hachette, coll. « Pratique », 2004, 171 p. (ISBN 2012367976 et 978-2012367975)
- Georges Blanc (préf. Bernard Pivot), La Vie en Blanc, GSL, 2008, 221 p. (ISBN 978-2953237702)
- Georges Blanc et Sylvia Gabet, Le Plus Simple du meilleur, Minerva, 2009, 183 p. (ISBN 978-2830709742)
- Georges Blanc (préf. Laurent Gerra), Bleu Blanc Bresse : Le meilleur de la volaille, GSL, 2017, 179 p. (ISBN 978-2953237719)
- Georges Blanc, Des Rencontres en Or, GLS, 2019
- Georges Blanc, « Quelle cuisine pour demain? », dans Kilien Stengel (dir.), La cuisine de demain vue par 50 étoiles d’aujourd’hui, L'Harmattan, coll. « Questions alimentaires et gastronomiques », 2021, 160 p. (ISBN 978-2-343-23808-1, EAN 9782343238081)

## Élèves célèbres
- Bruno Oger entre 1988 et 1995, chef cuisinier doublement étoilé au Guide Michelin, depuis 1995, de La Villa des Lys, du palace Le Majestic, sur la Croisette à Cannes.
- Patrick Henriroux, repreneur en 1988 du célèbre restaurant La Pyramide, de Fernand Point, à Vienne, près de Lyon.
- Daniel Boulud, célèbre chef français, ayant monté un empire aux États-Unis, et notamment à New York[16], a fait ses débuts à Vonnas.
- Ferran Adrià, restaurant El Bulli, élu Meilleur cuisinier du monde par les grands critiques et les grands chefs, en 2003.
- Jérôme Nutile, chef de cuisine de l’Hostellerie le Castellas, à Collias, dans le Gard, deux étoiles au Guide Michelin (2009), quatre années passées chez Georges Blanc en tant que sous-chef de cuisine à Vonnas, et meilleur ouvrier de France 2011.

## Hôtels et restaurants Georges Blanc à Vonnas dans l'Ain
- Restaurant Georges Blanc trois étoiles  au Guide Michelin de 1981 à 2024, puis  à partir de 2025 et 5 toques  au Gault et Millau, à Vonnas.
- L’Ancienne Auberge, 2 toques  au Gault et Millau (cuisine traditionnelle bressane).
- Restaurant La Terrasse des étangs, situé au cœur du domaine d'Epeyssoles.
- Hôtel Georges Blanc Parc et Spa, 5 étoiles  (obtention de la cinquième étoile pour son hôtel en 2009).
- Hôtel Les Collectionneurs Les Saules Parc et Spa à Vonnas.
- Hôtel Relais & Châteaux du Bois Blanc, 4 étoiles  (sur les hauteurs de Vonnas).
- Le château d’Epeyssoles.

## Autres hôtels et restaurants Georges Blanc en France
- Le Saint-Laurent, à proximité de Mâcon (Saint-Laurent-sur-Saône).
- Le Rivercafé, situé en bord de Saône, à Saint-Laurent-sur-Saône.
- Place Bernard à Bourg-en-Bresse.
- Le Splendid, à Lyon.
- L'Embarcadère, à proximité de Villefranche-sur-Saône (Jassans-Riottier).
- Le Centre by Georges à Lyon.
- Le Pré aux Clercs by Georges à Dijon, place de la Libération
- Hôtel Châteaux & Hôtels Collection Le Château d'Igé à Igé.
- Restaurant La Table d'Igé, près de Cluny à Igé.
- Hôtel Les Maritonnes à Romanèche-Thorins.
- Restaurant Le Saint Georges à Chalon-sur-Saône.

## Ses plats prestigieux
- Le poulet de Bresse aux gousses d'ail confit, avec une royale[17] de foie blond à l'artichaut et crêpes vonnassiennes (plat créé pour le dîner en l'honneur des chefs d'État et de gouvernement du G7 à Lyon, 27 juin 1996)[18].
- Les cuisses de grenouilles au beurre noisette et persillade (plat de mémoire en hommage à la mère Blanc)[19]